# John Fenn
John Bennett Fenn (Nova Iorque, 15 de junho de 1917 — Richmond, 10 de dezembro de 2010) foi um químico estadunidense.
Doutorou-se em química pela Universidade de Yale em 1940. Foi catedrático de Engenharia Química na Universidade de Yale até 1987, e atualmente exerce a função de engenheiro de pesquisas na Universidade de Virginia.
Em 1988 publicou o  método ESI (Electro Spray Ionization), uma nova técnica baseada na espectrometria de massa que permitiu  detectar e analisar proteínas.
Em 2002 compartilhou o Nobel de Química com o japonês Koichi Tanaka e o suíço Kurt Wüthrich, pelo “desenvolvimento de  métodos de identificação e análise estrutural de macromoléculas biológicas” que tem contribuído para o melhor entendimento dos processos vitais.